# Cyrestis fadorensis
Cyrestis fadorensis är en fjärilsart som beskrevs av Napoleon Manuel Kheil 1884. Cyrestis fadorensis ingår i släktet Cyrestis och familjen praktfjärilar. Inga underarter finns listade i Catalogue of Life.